# Vat Phou
O Vat Phou ou Wat Phou é complexo de templos khmer em ruínas no sul do Laos. Situa-se na base do monte Phu Pasak, a cerca de 6 km do rio Mekong na província de Champassak. Havia um templo no sítio no século V, mas as estruturas sobreviventes datam dos séculos XI e XIII. O templo tem uma estrutura única, na qual os elementos levam ao santuário onde uma linga era banhada em água de nascente. O sítio tornou-se mais tarde lugar de adoração do Theravada, e ainda hoje o é.
Foi declarado Património Mundial da Unesco em 2001.